# Maite Embil
Maite Embil  (Mexikóváros, Mexikó, 1973. április 18. –) mexikói színésznő.

## Élete és pályafutása
Maite Fernández Domingo néven született 1973. április 18-án született Mexikóvárosban. 
Karrierjét 1995-ben kezdte a La Paloma című telenovellában. 1999-ben szerepet kapott a Tres mujeresben. 2001-ben az El derecho de nacerben Matilde szerepét játszotta. 2006-ban megkapta Florencia Montero szerepét a Sosem feledlekben. 2011-ben a Telemundóhozszerződött.

## Filmográfia

### Telenovellák
- La suerte de Loli (2021) .... Bertha Morales
- 100 días para enamorarnos (2020) .... Angélica Quintero
- Vikki RPM (2017) .... Romina Bonetti
- Éld az életem! (2015–2016) .... Nora
- Voltea pa' que te enamores (2014) .... Georgina de la Parra
- Marido en alquiler (2013–2014).... Celeste Porras
- Csoda Manhattanben (Una Maid en Manhattan) (2011–2012).... Belinda Delgado (Magyar hang: Kovács Vanda)
- Alma indomable (2009–2010).... Amanda Tapia
- Árva angyal (Cuidado con el ángel) (2008–2009) .... Leticia de Lizárraga
- Pasión (2007–2008).... Rita Darién de Márquez/Rita Darién de Mancera y Ruiz
- Sosem feledlek (Olvidarte jamás) (2006) .... Florencia Montero (Magyar hang: Solecki Janka)
- El amor no tiene precio (2005) .... Clara
- Rebeca (2003) .... Carolina Montalbán
- Así son ellas (2002–2003) .... Florencia Linares
- El derecho de nacer (2001) .... Matilde del Junco de Armenteros
- Tres mujeres (1999–2000) .... Andrea Ibáñez
- La Paloma (1995) .... Emilia López Yergo

### Televíziós programok
- Mujer, casos de la vida real (2001)
- El gordo y la flaca (2004)
- Historias de la Virgen Morena (2013)
- Tómame o déjame (serie de televisión) (2015) – Lara
- Escándalos (2015–2016) – Camila Carvajal / Carmen Rosa Pereira de Mujica

### Mozi
- La tregua (2003) - Blanca Santome